# Joseph Agricol Viala
Pour les articles homonymes, voir Viala.
Joseph Agricol Viala, né le 22 février 1778 à Avignon et tué le 6 juillet 1793 à Caumont-sur-Durance, est une figure de la Révolution française.

## Biographie
Viala habite Avignon quand, en juin 1793, éclate dans le Midi une insurrection fédéraliste, après la chute des Girondins à Paris. Soutenus par les Anglais, les royalistes s'allient aux Fédéralistes, prenant le contrôle de Toulon et de Marseille. Face à ce soulèvement, les soldats de la Première République française sont obligés de se replier vers Avignon, abandonnant Nîmes, Aix, Arles, aux insurgés provençaux. Les habitants de Lambesc, de Tarascon, réunis aux Marseillais rebelles, se dirigent vers la Durance pour marcher sur Lyon, elle aussi en insurrection contre le pouvoir parisien. Ils espèrent briser la Convention et mettre ainsi un terme à la Révolution. 
Neveu d'Agricol Moureau, Jacobin avignonnais, rédacteur du Courrier d'Avignon et administrateur du département de Vaucluse, Viala est devenu commandant de l'« Espérance de la Patrie », garde nationale des jeunes Avignonnais.
À la nouvelle de l’approche des insurgés marseillais, au début de juillet 1793, les républicains, principalement ceux d’Avignon, se réunissent pour leur interdire le franchissement de la Durance. Viala se joint aux gardes nationaux avignonnais. En infériorité numérique, la seule solution est de couper, sous le feu des insurgés, les cordages du bac de Bonpas. Pour cela, il faut traverser une chaussée entièrement exposée à la mousqueterie des rebelles, et derrière laquelle les républicains se sont retranchés. Les républicains hésitent néanmoins, jugeant l'opération périlleuse.
Selon les récits consacrés à l'événement, Viala, alors âgé de quinze ans, s'élance vers le câble et l'attaque à coups d'une hache dont il s'est emparé. Plusieurs décharges de mousqueterie sont dirigées contre lui. Atteint d'une balle, il est mortellement blessé.
La tentative de Viala n'empêche pas les insurgés de passer la Durance. Toutefois, elle permet aux républicains d'opérer une retraite, sans pouvoir emmener le corps de l'enfant. Un de ses camarades, qui aurait recueilli ses dernières paroles, essaie, selon la tradition, de ramener son corps, mais il doit reculer devant les royalistes qui s’avançaient. Ceux-ci, traversant la Durance, auraient insulté et mutilé le cadavre de Viala, avant de le précipiter dans la rivière. Apprenant la mort de son fils, la mère de Viala aurait dit : « Oui [...], il est mort pour la patrie ! ».

## Postérité

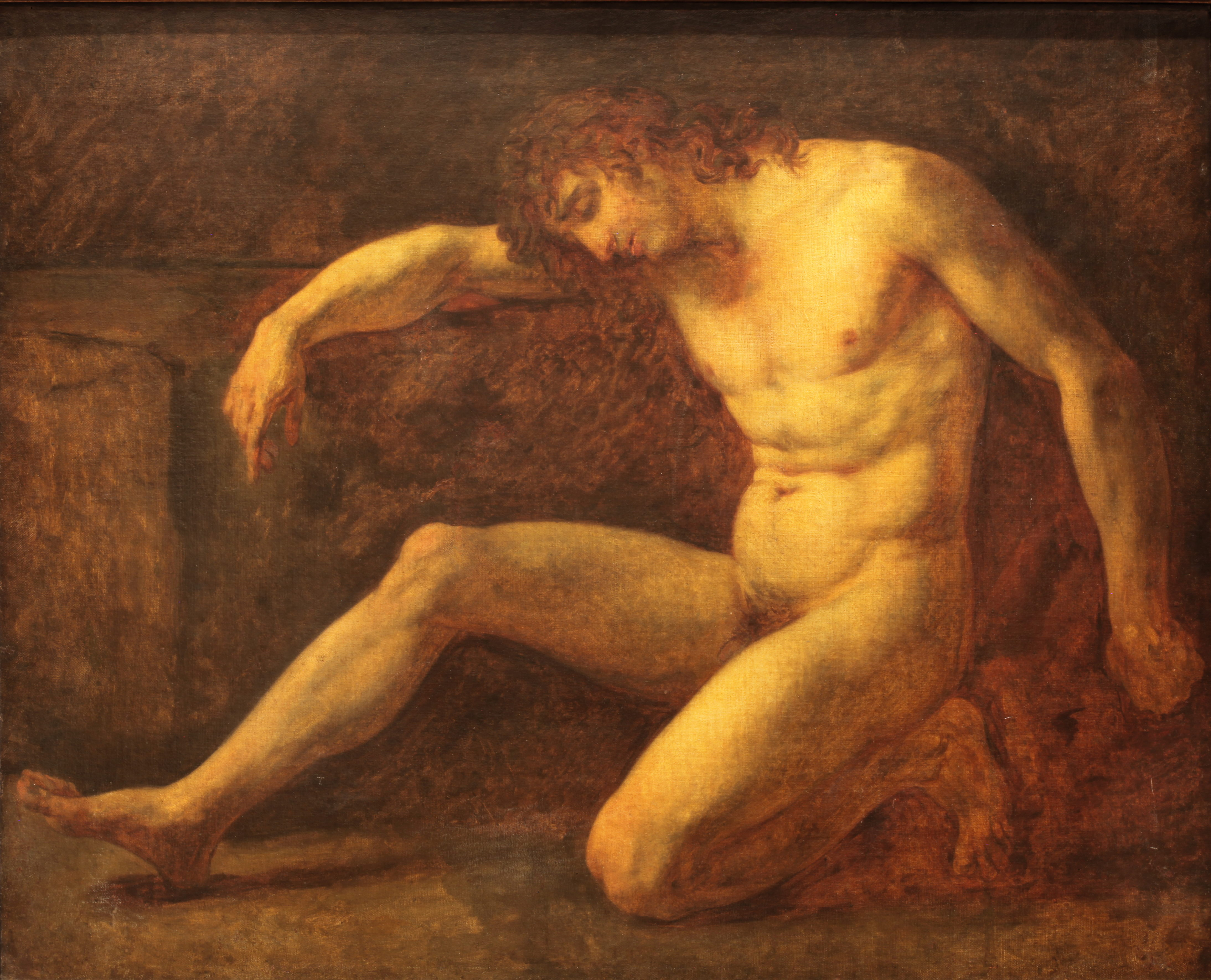
La mort de Viala, de Pierre-Paul Prud'hon.

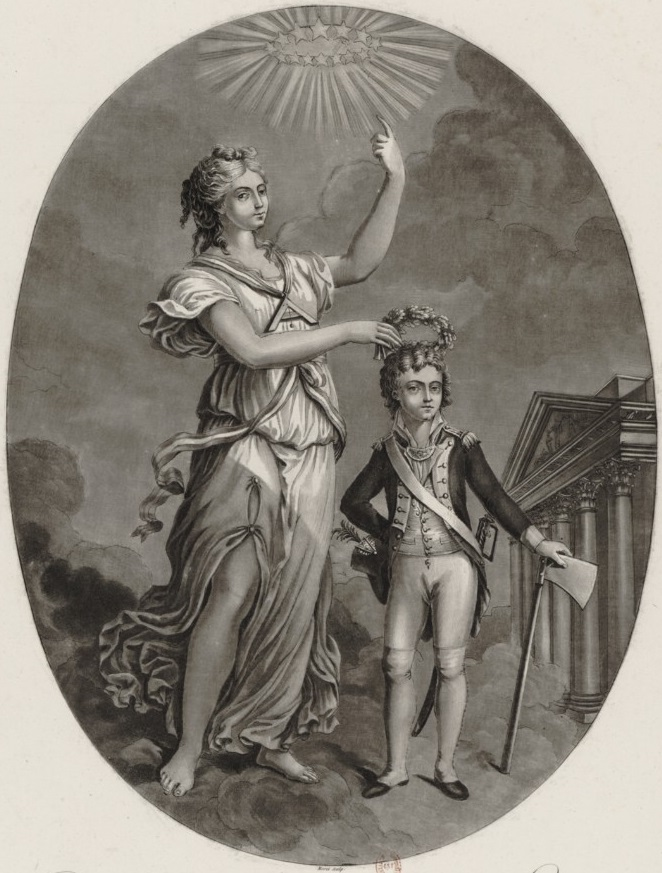
Viala couronné par l'Égalité, gravure d'Antoine-Alexandre Morel.

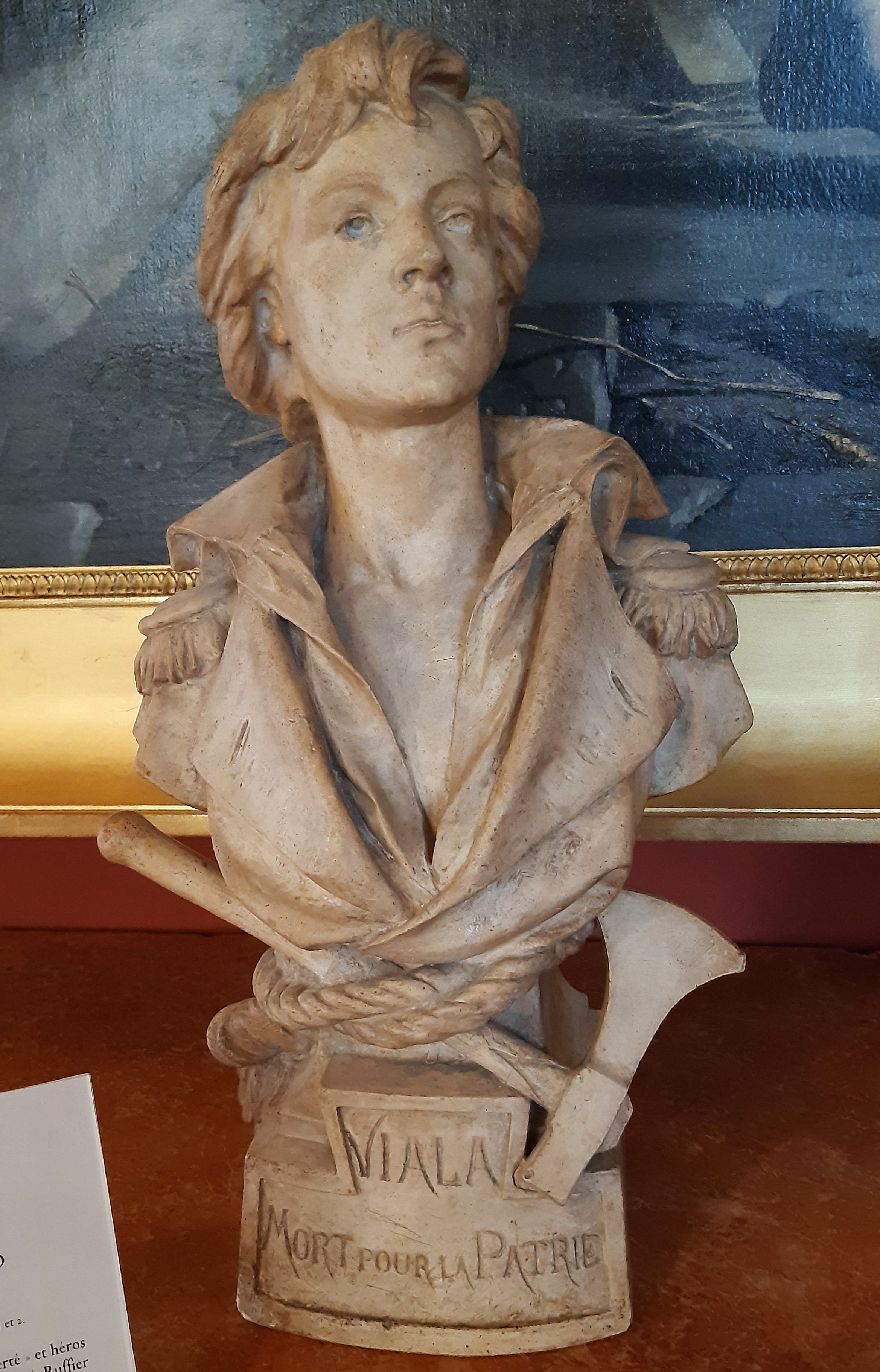
Buste de Viala vers 1888 par Noël Ruffier, musée de la Révolution française.

Viala est, avec Bara, l'une des plus connues des figures de héros-enfants de la Révolution française, mais à un degré moindre, car plus tardive. De fait, la presse jacobine ne l'évoque pas avant pluviôse an II. C'est surtout le discours prononcé par Robespierre devant la Convention le 18 floréal qui contribue à la faire connaître. À la demande de Barère, l'assemblée vote les honneurs du Panthéon : la cérémonie, qui doit se tenir d'abord le 30 messidor, est repoussée au 10 thermidor. Mais la 9 thermidor empêche la cérémonie parisienne, qui n'aura jamais lieu. Toutefois, en prairial, Payan publie un Précis historique sur Agricol Viala qui contribue à populariser sa figure. À Avignon, une fête civique est organisée le 30 messidor « en l'honneur de Bara et Viala ». Une gravure représentant ses traits est distribuée dans toutes les écoles primaires.
Le graveur Pierre-Michel Alix a réalisé un portrait en buste de Viala. Swebach a réalisé un Joseph Agricola Vialla, gravé par Descourtis. Louis Emmanuel Jadin a composé un Agricol Viala, ou Le jeune héros de la Durance, fait patriotique et historique en un acte, joué le 1er juillet 1794 à Paris.
On trouve dans l’hymne que Marie-Joseph Chénier a intitulé Chant du départ, la strophe suivante qu’il a placée dans la bouche d’un enfant : 
De Barra, de Viala le sort nous fait envie ;
Ils sont morts, mais ils ont vaincu.
Le lâche, accablé d’ans n’a point connu la vie :
Qui meurt pour le peuple a vécu !
Vous êtes vaillants, nous le sommes ;
Guidez-nous contre les tyrans :
Les républicains sont des hommes,
Les esclaves sont des enfants.
Dans le cadre de la lutte des mémoires entre les républicains et leurs adversaires, les érudits locaux hostiles à la Révolution ont tenté d'établir que l'enfant aurait provoqué les insurgés par des gestes grossiers. À travers Viala, c'est, semble-t-il, surtout son oncle, « l'homme rouge », qui aurait été visé.
En 1822, le sculpteur Antoine Allier réalise un monument grandeur nature en bronze, représentant Joseph Agricol Viala nu, renversé, la main droite posée sur une hache, le bras gauche agrippé à un poteau avec anneau et morceau de corde. À la suite d'un don du Musée du Louvre au musée de la ville de Boulogne-sur-Mer, il a été érigé place Gustave-Charpentier, dans le faubourg de la ville, en juin 1993,.
Le sculpteur Noël Ruffier (1847-1921) réalise un buste de Viala en marbre conservé au musée Calvet à Avignon, des tirages en bronze sont commercialisés.
Sous la Troisième République, l'historiographie et la littérature scolaire contribuent au retour des figures de Viala et de Bara.
La rue Viala, dans le XVe arrondissement de Paris, porte son nom. Avignon, sa ville natale, a sa rue Viala, parfois appelée aussi place de la Préfecture. 
Le poète Victor Hugo fait référence à Viala dans son poème Sur une barricade, publié en 1872 dans L'Année terrible, quand il compare le courage d'un jeune communard à celui de Viala : « Mais le rire cessa, car soudain l'enfant pâle,/ Brusquement reparu, fier comme Viala, /Vint s'adosser au mur et leur dit : Me voilà ! »
Selon l'historien Arnauld Divry, le nom Viala est inscrit sur l'Arc de triomphe de l'Étoile en l'honneur du jeune héros. Néanmoins l'inscription Viala sur l'Arc de triomphe de l'Étoile fait en réalité référence au général de brigade Sébastien Viala,,.